# (3390) Demanet
(3390) Demanet – planetoida z grupy pasa głównego asteroid okrążająca Słońce w ciągu 3 lat i 140 dni w średniej odległości 2,25 j.a. Została odkryta 2 marca 1984 roku w Obserwatorium La Silla przez Henriego Debehogne. Nazwa planetoidy pochodzi od nazwiska rodowego babci odkrywcy. Przed jej nadaniem planetoida nosiła oznaczenie tymczasowe (3390) 1984 ES1.